# Starry Eyed
Starry Eyed – drugi singel z debiutanckiego albumu angielskiej wokalistki Ellie Goulding zatytułowanego Lights. Wyprodukowany przez Starsmith’a utwór został wydany w formie digital download 23 lutego 2010, a fizycznie dzień później. 7 kwietnia 2011 roku Ellie zadebiutowała w amerykańskiej telewizji wykonując ten utwór w programie Jimmy Kimmel Live!.
Teledysk do singla ukazał się 20 stycznia 2010 roku, a jego reżyserią zajęli się Ross Cooper i Bugsy Riverbank Steel z OneInThree.

## Lista utworów
- UK CD singel[3]

1. „Starry Eyed” – 2:57
2. „Starry Eyed” (Russ Chimes Remix) – 5:08
3. „Starry Eyed” (Little Noise Session) – 3:03

- UK iTunes EP[4]

1. „Starry Eyed” – 2:57
2. „Starry Eyed” (Russ Chimes Remix) – 5:08
3. „Starry Eyed” (Little Noise Session) – 3:03
4. „Starry Eyed” (Penguin Prison Remix featuring Theophilus London) – 5:10

- UK 7" limitowana edycja singla

A. „Starry Eyed”
- German CD singel[5]

1. „Starry Eyed” – 2:57
2. „Fighter Plane” – 4:25

- German iTunes EP[6]

1. „Starry Eyed” – 2:57
2. „Starry Eyed” (Russ Chimes Remix) – 5:08
3. „Starry Eyed” (Little Noise Session) – 3:03
4. „Starry Eyed” (Penguin Prison Remix featuring Theophilus London) – 5:10
5. „An Introduction to Ellie Goulding” (Video) – 2:34

- US iTunes remix EP[7]

1. „Starry Eyed” (Penguin Prison Remix) – 5:09
2. „Starry Eyed” (Jakwob Remix) – 4:35
3. „Starry Eyed” (Russ Chimes Remix) – 5:08
4. „Starry Eyed” (Monsieur Adi Remix) – 4:42
5. „Starry Eyed” (AN21 and Max Vangeli Remix) – 8:14

## Notowania
| Lista (2010)                              | Najwyższa pozycja |
| ----------------------------------------- | ----------------- |
| Australia (ARIA)                          | 11                |
| Austria (Ö3 Austria Top 40)               | 47                |
| Belgia (Ultratip Flanders)                | 14                |
| Dania (Tracklisten)                       | 18                |
| Europa (Hot 100 Singles)                  | 15                |
| Niemcy (Media Control Charts)             | 46                |
| Irlandia (Irish Singles Chart)            | 4                 |
| Izrael (Media Forest)                     | 9                 |
| Malezja (Malay Muzik Official Chart)      | 1                 |
| Malezja (Malay Muzik Indie Chart)         | 2                 |
| Malezja (Malay Muzik Dance Chart)         | 1                 |
| Malezja (Malay Muzik Urban Chart)         | 1                 |
| Nowa Zelandia (RIANZ)                     | 26                |
| Wielka Brytania (Official Charts Company) | 4                 |

| Lista (2010)     | Pozycja |
| ---------------- | ------- |
| UK Singles Chart | 39      |

## Historia wydania
| Kraj              | Data             | Wytwórnia                              | Format               |
| ----------------- | ---------------- | -------------------------------------- | -------------------- |
| Wielka Brytania   | 21 lutego 2010   | Polydor Records                        | Digital download     |
| Wielka Brytania   | 22 lutego 2010   | Polydor Records                        | CD single, 7" single |
| Niemcy            | 23 kwietnia 2010 | Universal Music                        | Digital download     |
| Niemcy            | 7 maja 2010      | Universal Music                        | CD single            |
| Malezja           | 15 sierpnia 2010 | Geffen Records, Universal Music        | Digital download     |
| Stany Zjednoczone | 15 lutego 2011   | Cherrytree Records, Interscope Records | Digital download     |